# Lijst van parochies van het bisdom Luik
Het bisdom Luik in de Belgische provincie Luik telt 529 parochies. Deze parochies zijn gegroepeerd in federaties, en enkele federaties samen vormen een van de 17 dekenaten.
De onderstaande lijst geeft een overzicht van de parochies. Per parochie wordt de naam gegeven (dit is ook de naam van de patroonheilige); het dorp, gehucht of wijk dat met de parochie overeenkomt; de administratieve gemeente waarin de parochie (grotendeels) ligt; en de kerk.

## Dekenaat Luik-Linkeroever
Het dekenaat Luik-Linkeroever omvat het grondgebied van de gemeente Luik dat op de linkeroever van de Maas gelegen is, de deelgemeente Vottem van de gemeente Herstal en de deelgemeente Saint-Nicolas van de gelijknamige gemeente.
| Parochie                                            | Stad/dorp/wijk       | Gemeente      | Kerk                                          |
| Federatie Liège-Hauteurs (naam nog niet definitief) |                      |               |                                               |
| Onze-Lieve-Vrouw Maagd der Armen                    | Fonds-des-Rues       | Saint-Nicolas |                                               |
| Onze-Lieve-Vrouw van Verlichting                    | Glain                | Luik          | Onze-Lieve-Vrouw van Verlichtingkerk          |
| Sint-Gillis                                         | Luik                 | Luik          | Sint-Gilliskerk                               |
| Onze-Lieve-Vrouw van de Calvarie (hulpparochie)     | Luik                 | Luik          | Hulpkerk van Onze-Lieve-Vrouw van de Calvarie |
| Sint-Hubertus                                       | Burenville (Luik)    | Luik          | Sint-Hubertuskerk                             |
| Sint-Franciscus van Sales                           | Laveu (Luik)         | Luik          | Sint-Franciscus van Saleskerk                 |
| Sint-Niklaas                                        | Saint-Nicolas        | Saint-Nicolas |                                               |
| Federatie Liège-Nord (naam nog niet definitief)     |                      |               |                                               |
| Sint-Joris                                          | Jolivet (Luik)       | Luik          | Sint-Joriskerk                                |
| Sint-Foy                                            | Luik                 | Luik          | Sint-Foykerk                                  |
| Sint-Victor en Sint-Leonardus                       | Thier-à-Liège (Luik) | Luik          | Sint-Victor-en Leonarduskerk                  |
| Sint-Stefanus                                       | Vottem               | Herstal       | Sint-Stefanuskerk                             |
| Federatie Saint-Benoît aux portes d'Avroy           |                      |               |                                               |
| Onze-Lieve-Vrouw der Engelen                        | Guillemins (Luik)    | Luik          | Onze-Lieve-Vrouw der Engelenkerk              |
| Sint-Veronica                                       | Luik                 | Luik          | Sint-Veronicakerk                             |
| Heilig Hart en Onze-Lieve-Vrouw van Lourdes         | Cointe               | Luik          | Heilig Hartbasiliek                           |
| Onze-Lieve-Vrouw van de Rozenkrans                  | Sclessin             | Luik          | Onze-Lieve-Vrouw van de Rozenkranskerk        |
| Federatie Saint-Lambert au cœur de Liège            |                      |               |                                               |
| Sint-Paulus                                         | Luik                 | Luik          | Sint-Pauluskathedraal                         |
| Sint-Bartholomeüs                                   | Luik                 | Luik          | Sint-Bartholomeüskerk                         |
| Sint-Christoffel                                    | Luik                 | Luik          | Sint-Christoffelkerk                          |
| Sint-Denijs                                         | Luik                 | Luik          | Sint-Denijskerk                               |
| Sint-Jacob                                          | Luik                 | Luik          | Sint-Jacobskerk                               |
| Sint-Jan de Evangelist                              | Luik                 | Luik          | Johannes de Evangelistkerk                    |
| Sint-Antonius en Sint-Catharina                     | Luik                 | Luik          | Sint-Catharinakerk                            |
| Federatie Saint-Martin                              |                      |               |                                               |
| Heilig Kruis                                        | Luik                 | Luik          | Heilig Kruiskerk                              |
| Sint-Juliana                                        | Xhovémont (Luik)     | Luik          | Sint-Julianakerk                              |
| Sint-Margaretha                                     | Luik                 | Luik          | Sint-Margarethakerk                           |
| Sint-Martinus                                       | Luik                 | Luik          | Sint-Martinusbasiliek                         |
| Sint-Servatius                                      | Luik                 | Luik          | Sint-Servatiuskerk                            |
| Sint-Walburga                                       | Luik                 | Luik          | Sint-Walburgakerk                             |

## Dekenaat Luik-Rechteroever
Het dekenaat Luik-Rechteroever omvat het grondgebied van de gemeente Luik dat op de rechteroever van de Maas gelegen is (behalve de deelgemeente Wandre) en de gemeenten Chaudfontaine en Trooz.
| Parochie                                              | Stad/dorp/wijk                   | Gemeente | Kerk                                   |
| Federatie Alliance Jupille-Grivegnée-Hauteurs         |                                  |          |                                        |
| Sint-Jozef                                            | Les Bruyères (Jupille-sur-Meuse) | Luik     | Sint-Jozefskerk                        |
| Sint-Rochus                                           | Jupille-sur-Meuse                | Luik     | Sint-Rochuskerk                        |
| Sint-Amandus                                          | Jupille-sur-Meuse                | Luik     | Sint-Amanduskerk                       |
| Heilig Hart                                           | Robermont (Grivegnée)            | Luik     | Heilig Hartkerk                        |
| Sint-Jozef                                            | Belleflamme (Grivegnée)          | Luik     | Sint-Jozefskerk                        |
| Onze-Lieve-Vrouw Onbevlekte Ontvangenis               | Bois-de-Breux (Grivegnée)        | Luik     | Onbevlekte Ontvangeniskerk             |
| Federatie Angleur-Chênée-Vennes                       |                                  |          |                                        |
| Sint-Vincentius                                       | Fétinne (Luik)                   | Luik     | Sint-Vincentiuskerk                    |
| Sint-Lambertus                                        | Grivegnée                        | Luik     | Sint-Lambertuskerk                     |
| Onze-Lieve-Vrouw Bezoeking                            | Grivegnée                        | Luik     | Maria-Visitatiekerk                    |
| Heilig Hart                                           | Kinkempois (Angleur)             | Luik     | Heilig Hartkerk                        |
| Sint-Bernadette                                       | Angleur                          | Luik     | Sint-Bernadettekerk                    |
| Sint-Remigius                                         | Angleur                          | Luik     | Sint-Remigiuskerk                      |
| Sint-Petrus                                           | Chênée                           | Luik     | Sint-Pieterskerk                       |
| Sint-Johannes Maria Vianney                           | Thiers (Chênée)                  | Luik     | Sint-Johannes Maria Vianneykerk        |
| Federatie Notre-Dame des Ponts aux rives d'Outremeuse |                                  |          |                                        |
| Onze-Lieve-Vrouw van Lourdes                          | Le Bouhay (Bressoux)             | Luik     | Onze-Lieve-Vrouw van Lourdeskerk       |
| Onze-Lieve-Vrouw van de Rozenkrans                    | Bressoux                         | Luik     | Onze-Lieve-Vrouw van de Rozenkranskerk |
| Sint-Lodewijk                                         | Longdoz (Luik)                   | Luik     | Sint-Lodewijkskerk                     |
| Sint-Remaclus                                         | Amercœur (Luik)                  | Luik     | Sint-Remacluskerk                      |
| Sint-Pieter en Paulus                                 | Droixhe (Luik/Bressoux)          | Luik     | Sint-Pieter en Pauluskerk              |
| Sint-Niklaas                                          | Outremeuse (Luik)                | Luik     | Sint-Niklaaskerk                       |
| Sint-Foillan                                          | Outremeuse (Luik)                | Luik     | Sint-Foillankerk                       |
| Federatie Notre-Dame des Sources Chaudfontaine-Trooz  |                                  |          |                                        |
| Sint-Catharina                                        | Forêt                            | Trooz    | Sint-Catharinakerk                     |
| Sint-Gillis                                           | Fraipont                         | Trooz    | Sint-Gilliskerk                        |
| Sint-Theresia (hulpparochie)                          | La Brouck (Forêt)                | Trooz    | Sint-Theresiakerk                      |
| Sint-Pieter                                           | Nessonvaux                       | Trooz    | Sint-Pieterskerk                       |
| Sint-Laurentius                                       | Prayon (Forêt)                   | Trooz    | Sint-Laurentiuskerk                    |
| Sint-Alfred en Sint-Joris (hulpparochie)              | Trooz (Forêt)                    | Trooz    | Sint-Alfred en Sint-Joriskerk          |

## Dekenaat Beneden-Maas
Het dekenaat Beneden-Maas omvat de gemeenten Bitsingen, Blegny (behalve de deelgemeente Saive), Dalhem, Herstal (behalve de deelgemeente Vottem), Oupeye en Wezet en de deelgemeente Wandre van de stad Luik.
| Parochie                                        | Stad/dorp/wijk               | Gemeente  | Kerk                                          |
| Federatie Blegny                                |                              |           |                                               |
| Sint-Clemens                                    | Barchon                      | Blegny    | Sint-Clemenskerk                              |
| Sint-Jan Baptist                                | Blegny (Trembleur/Mortier)   | Blegny    | Sint-Gertrudiskerk                            |
| Sint-Jan Baptist                                | Housse                       | Blegny    | Sint-Jan Baptistkerk                          |
| Sint-Petrus                                     | Mortier                      | Blegny    | Sint-Pieterskerk                              |
| Sint-Remigius                                   | Saint-Remy                   | Blegny    | Sint-Remigiuskerk                             |
| Sint-Jozef (hulpparochie)                       | Trembleur                    | Blegny    | Hulpkerk van Sint-Jozef                       |
| Federatie Dalhem                                |                              |           |                                               |
| Sint-Laurentius                                 | Aubin-Neufchâteau            | Dalhem    | Sint-Laurentiuskerk                           |
| Sint-Servatius                                  | Berneau                      | Dalhem    | Sint-Servatiuskerk                            |
| Johannes de Doper                               | Bolbeek                      | Dalhem    | Sint-Jan Baptistkerk                          |
| Sint-Pancratius                                 | Dalhem                       | Dalhem    | Sint-Pancratiuskerk                           |
| Sint-Lambertus                                  | Feneur                       | Dalhem    | Sint-Lambertuskerk                            |
| Sint-Lucia                                      | Mortroux                     | Dalhem    | Sint-Luciakerk                                |
| Sint-Andreas                                    | Saint-André (Dalhem)         | Dalhem    | Sint-Andreaskerk                              |
| Sint-Petrus                                     | Weerst                       | Dalhem    | Sint-Pieterskerk                              |
| Federatie Herstal                               |                              |           |                                               |
| Sint-Lambertus                                  | Herstal                      | Herstal   | Sint-Lambertuskerk                            |
| Onze-Lieve-Vrouw van La Licour                  | Herstal                      | Herstal   | Onze-Lieve-Vrouw van La Licourkerk            |
| Onze-Lieve-Vrouw Onbevlekte Ontvangenis         | La Préalle (Herstal)         | Herstal   | Onze-Lieve-Vrouw Onbevlekte Ontvangeniskerk   |
| Onze-Lieve-Vrouw Maagd der Armen                | Les Monts (Herstal)          | Herstal   | Onze-Lieve-Vrouw Maagd der Armenkerk          |
| Onze-Lieve-Vrouw van Bijstand                   | Pontisse (Herstal)           | Herstal   | Onze-Lieve-Vrouw van Bijstandkerk             |
| Federatie Saint-Martin d'Oupeye                 |                              |           |                                               |
| Sint-Lambertus                                  | Hermalle-sous-Argenteau      | Oupeye    | Sint-Lambertuskerk                            |
| Sint-Jan Baptist                                | Hermée                       | Oupeye    | Sint-Jan Baptistkerk                          |
| Sint-Remigius                                   | Heure-le-Romain              | Oupeye    | Sint-Remigiuskerk                             |
| Sint-Simeon                                     | Houtain-Saint-Siméon         | Oupeye    | Sint-Simeonkerk                               |
| Sint-Remigius                                   | Oupeye                       | Oupeye    | Sint-Remigiuskerk                             |
| Sint-Petrus                                     | Vivegnis                     | Oupeye    | Sint-Pieterskerk                              |
| Onze-Lieve-Vrouw Maagd der Armen (hulpparochie) | Wérihet (Vivegnis)           | Oupeye    | Hulpkerk van Onze-Lieve-Vrouw Maagd der Armen |
| Federatie Vallée du Geer                        |                              |           |                                               |
| Sint-Petrus                                     | Bitsingen                    | Bitsingen | Sint-Pieterskerk                              |
| Sint-Lambertus                                  | Boirs                        | Bitsingen | Sint-Lambertuskerk                            |
| Sint-Joris                                      | Eben (Eben-Emael)            | Bitsingen | Sint-Joriskerk                                |
| Onze-Lieve-Vrouw                                | Emael (Eben-Emael)           | Bitsingen | Onze-Lieve-Vrouwkerk                          |
| Sint-Victor                                     | Glaaien                      | Bitsingen | Sint-Victorkerk                               |
| Sint-Remigius                                   | Rukkelingen-aan-de-Jeker     | Bitsingen | Sint-Remigiuskerk                             |
| Sint-Lambertus                                  | Wonck                        | Bitsingen | Sint-Lambertuskerk                            |
| Federatie Visé-Basse-Meuse                      |                              |           |                                               |
| Onze-Lieve-Vrouw                                | Cheratte-Bas (Cheratte)      | Wezet     | Onze-Lieve-Vrouwkerk                          |
| Sint-Jozef                                      | Cheratte-Hauteurs (Cheratte) | Wezet     | Sint-Jozefskerk                               |
| Sint-Lambertus                                  | Lieze                        | Wezet     | Sint-Lambertuskerk                            |
| Sint-Firminus                                   | Richelle                     | Wezet     | Sint-Firminuskerk                             |
| Onze-Lieve-Vrouw Tenhemelopneming               | Sarolay (Argenteau)          | Wezet     | Onze-Lieve-Vrouw Tenhemelopnemingskerk        |
| Sint-Remigius                                   | Ternaaien                    | Wezet     | Sint-Remigiuskerk                             |
| Onze-Lieve-Vrouw van de Karmel                  | Wezet                        | Wezet     | Onze-Lieve-Vrouw van de Karmelbergkerk        |
| Sint-Martinus                                   | Wezet                        | Wezet     | Sint-Martinuskerk                             |
| Onze-Lieve-Vrouw van de Karmelberg              | La Xhavée (Wandre)           | Luik      | Onze-Lieve-Vrouw van de Karmelbergkerk        |
| Sint-Stefanus                                   | Wandre                       | Luik      | Sint-Stefanuskerk                             |
| Sint-Rochus                                     | Souverain-Wandre (Wandre)    | Luik      | Sint-Rochuskerk                               |

## Dekenaat Fléron
| Parochie                         | Stad/dorp/wijk                     | Gemeente     | Kerk                                 |
| Federatie Beyne-Heusay           |                                    |              |                                      |
| Sint-Bartolomeüs                 | Beyne (Beyne-Heusay)               | Beyne-Heusay | Sint-Bartolomeüskerk                 |
| Sint-Laurentius                  | Heusay (Beyne-Heusay)              | Beyne-Heusay | Sint-Laurentiuskerk                  |
| Onze-Lieve-Vrouw Maagd der Armen | Moulins-sous-Fléron (Beyne-Heusay) | Beyne-Heusay | Onze-Lieve-Vrouw Maagd der Armenkerk |
| Sint-Antonius de Kluizenaar      | Queue-du-Bois                      | Beyne-Heusay | Sint-Antonius de Kluizenaarkerk      |
| Sint-Petrus                      | Saive                              | Blegny       | Sint-Pieterskerk                     |
| Federatie Fléron                 |                                    |              |                                      |
| Heilige Hart van Maria           | Bouny (Romsée)                     | Fléron       | Heilig Hart van Mariakerk            |
| Sint-Denijs                      | Fléron                             | Fléron       | Sint-Denijskerk                      |
| Heilige Familie (hulpparochie)   | Fléron                             | Fléron       | Heilige-Familiekerk                  |
| Sint-Antonius van Padua          | Magnée                             | Fléron       | Sint-Antonius van Paduakerk          |
| Heilige Maagd Maria              | Romsée                             | Fléron       | Heilige Maagd Mariakerk              |
| Federatie Melen                  |                                    |              |                                      |
| Sint-Andreas                     | Cerexhe (Cerexhe-Heuseux)          | Soumagne     | Sint-Andreaskerk                     |
| Onze-Lieve-Vrouw (hulpparochie)  | Évegnée (Évegnée-Tignée)           | Soumagne     | Onze-Lieve-Vrouwkerk                 |
| Sint-Laurentius (hulpparochie)   | Heuseux (Cerexhe-Heuseux)          | Soumagne     | Sint-Laurentiuskerk                  |
| Sint-Job                         | Melen                              | Soumagne     | Sint-Jobkerk                         |
| Maria-Visitatie                  | Micheroux                          | Soumagne     | Maria-Visitatiekerk                  |
| Sint-Lambertus                   | Tignée (Évegnée-Tignée)            | Soumagne     | Sint-Lambertuskerk                   |
| Federatie Soumagne-Olne          |                                    |              |                                      |
| Sint-Jozef                       | Ayeneux                            | Soumagne     | Sint-Jozefkerk                       |
| Sint-Cornelius                   | Fécher (Soumagne)                  | Soumagne     | Sint-Corneliuskerk                   |
| Sint-Sebastianus                 | Olne                               | Olne         | Sint-Sebastianuskerk                 |
| Sint-Hadelinus                   | Saint-Hadelin (Olne)               | Olne         | Sint-Hadelinuskerk                   |
| Sint-Lambertus                   | Soumagne                           | Soumagne     | Sint-Lambertuskerk                   |

## Dekenaat Boven-Maas
Het dekenaat Boven-Maas omvat de gemeenten Flémalle, Seraing en de deelgemeente Hollogne-aux-Pierres van Grâce-Hollogne.
| Parochie                           | Stad/dorp/wijk        | Gemeente       | Kerk              |
| Federatie Aigremont-Saint-Matthias |                       |                |                   |
| Federatie Engis                    |                       |                |                   |
| Federatie Pré-Tilman               |                       |                |                   |
| Sint-Hubertus                      | Sart-Tilman (Angleur) | Luik           | Sint-Hubertuskerk |
| Federatie Saint-Roch               |                       |                |                   |
| Onze-Lieve-Vrouw van Lourdes       | Bois-de-Mont          | Seraing        |                   |
| Sint-Jan Baptist                   | Flémalle-Grande       | Flémalle       |                   |
| Sint-Jozef                         | Ruy                   | Seraing        |                   |
| Sint-Lambertus                     | Mons-lez-Liège        | Flémalle       |                   |
| Sint-Pieter                        | Hollogne-aux-Pierres  | Grâce-Hollogne | Sint-Pieterskerk  |
| Onze-Lieve-Vrouw Maagd der Armen   | Profondval            | Flémalle       |                   |
| Federatie Seraing-Ougrée           |                       |                |                   |
| Federatie Jemeppe-Tilleur          |                       |                |                   |

## Dekenaat Ans
Het dekenaat Ans omvat de gemeenten Ans, Awans, Juprelle en de deelgemeenten Montegnée van Saint-Nicolas, Grâce-Berleur van Grâce-Hollogne, Liers en Milmort van Herstal en Rocourt van Luik.
| Parochie                            | Stad/dorp/wijk       | Gemeente       | Kerk                                   |
| Federatie Alleur-Loncin-Xhendremael |                      |                |                                        |
| Sint-Remigius                       | Alleur               | Ans            | Sint-Remigiuskerk                      |
| Sint-Jan Baptist                    | Loncin               | Ans            | Johannes de Doperkerk                  |
| Sint-Mauritius                      | Xhendremael          | Ans            | Sint-Mauritiuskerk                     |
| Federatie Ans                       |                      |                |                                        |
| Sint-Martinus                       | Ans                  | Ans            | Sint-Martinuskerk                      |
| Sint-Maria                          | Ans                  | Ans            | Sint-Mariakerk                         |
| Sint-Vincentius en Barbara          | Ans                  | Ans            | Sint-Vincent- en Barbarakerk           |
| Federatie Awans                     |                      |                |                                        |
| Sint-Agatha                         | Awans                | Awans          | Sint-Agathakerk                        |
| Sint-Petrus en Paulus               | Elch                 | Awans          | Sint-Pieters en Pauluskerk             |
| Sint-Remigius                       | Fooz                 | Awans          | Sint-Remigiuskerk                      |
| Sint-Petrus                         | Hognoul              | Awans          | Sint-Pieterskerk                       |
| Onze-Lieve-Vrouw                    | Villers-l'Évêque     | Awans          | Onze-Lieve-Vrouwkerk                   |
| Federatie Les Douze                 |                      |                |                                        |
| Sint-Remaclus                       | Fexhe-Slins          | Juprelle       | Sint-Remacluskerk                      |
| Sint-Bartholomeüs                   | Juprelle             | Juprelle       | Sint-Bartholomeüskerk                  |
| Sint-Servatius                      | Lantin               | Juprelle       | Sint-Servatiuskerk                     |
| Sint-Servatius                      | Liers                | Herstal        | Sint-Remigiuskerk                      |
| Sint-Hubertus                       | Milmort              | Herstal        | Sint-Hubertuskerk                      |
| Johannes Evangelist                 | Nudorp               | Juprelle       | Sint-Jan Evangelistkerk                |
| Onze-Lieve-Vrouw Tenhemelopneming   | Paifve               | Juprelle       | Onze-Lieve-Vrouw Tenhemelopnemingskerk |
| Sint-Jozef                          | Rocourt              | Luik           | Sint-Jozefkerk                         |
| Sint-Leo                            | Rocourt              | Luik           | Sint-Leokerk                           |
| Sint-Martinus                       | Slins                | Juprelle       | Sint-Martinuskerk                      |
| Sint-Lambertus                      | Villers-Saint-Siméon | Juprelle       | Sint-Lambertuskerk                     |
| Sint-Jozef                          | Voroux-lez-Liers     | Juprelle       | Sint-Jozefskerk                        |
| Federatie Montegnée-Grâce           |                      |                |                                        |
| Onze-Lieve-Vrouw van Hulp           | Berleur              | Grâce-Hollogne | Onze-Lieve-Vrouw Bijstandkerk          |
| Sint-Remigius                       | Grâce                | Grâce-Hollogne | Sint-Remigiuskerk                      |

## Dekenaat Verviers
| Parochie                                        | Stad/dorp/wijk            | Gemeente  | Kerk                                    |
| Federatie Emmaüs Hoëgne & Vesdre de Pepinster   |                           |           |                                         |
| Maria-Tenhemelopneming                          | Cornesse                  | Pepinster | Maria-Tenhemelopnemingskerk             |
| Sint-Muno                                       | Goffontaine (Cornesse)    | Pepinster | Sint-Munokerk                           |
| Sint-Antonius de Kluizenaar                     | Pepinster                 | Pepinster | Sint-Antonius de Kluizenaarkerk         |
| Sint-Rochus                                     | Soiron                    | Pepinster | Sint-Rochuskerk                         |
| Sint-Hubertus                                   | Wegnez                    | Pepinster | Sint-Hubertuskerk                       |
| Onze-Lieve-Vrouw van Lourdes                    | Wegnez                    | Pepinster | Onze-Lieve-Vrouw van Lourdeskerk        |
| Federatie Jean XXIII Val de Vesdre              |                           |           |                                         |
| Sint-Rochus                                     | Bilstain                  | Limburg   | Sint-Rochuskerk                         |
| Maria-Visitatie                                 | Dolhain (Limburg)         | Limburg   | Maria-Visitatiekerk                     |
| Maria-Tenhemelopneming                          | Ensival                   | Verviers  | Maria-Tenhemelopnemingskerk             |
| Sint-Lambertus                                  | Gulke                     | Limburg   | Sint-Lambertuskerk                      |
| Sint-Bernardus                                  | Lambermont                | Verviers  | Sint-Bernarduskerk                      |
| Sint-Joris                                      | Limburg                   | Limburg   | Sint-Joriskerk                          |
| Sint-Martinus                                   | Petit-Rechain             | Verviers  | Sint-Martinuskerk                       |
| Sint-Jan Baptist                                | Surdents (Stembert)       | Verviers  | Sint-Jan Baptistkerk                    |
| Sint-Antonius en Sint-Hubertus                  | Verviers                  | Verviers  | Sint-Antonius-en-Hubertuskerk           |
| Sint-Jozef                                      | Verviers                  | Verviers  | Sint-Jozefkerk                          |
| Onze-Lieve-Vrouw van de Recolletten             | Verviers                  | Verviers  | Onze-Lieve-Vrouw van de Recollettenkerk |
| Sint-Remaclus                                   | Verviers                  | Verviers  | Sint-Remacluskerk                       |
| Federatie Notre-Dame du Magnificat Verviers-Sud |                           |           |                                         |
| Sint-Hubertus                                   | Heusy                     | Verviers  | Sint-Hubertuskerk                       |
| Onbevlekte Ontvangenis van Maria                | Mangombroux (Heusy)       | Verviers  | Onbevlekte Ontvangeniskerk              |
| Sint-Niklaas                                    | Stembert                  | Verviers  | Sint-Niklaaskerk                        |
| Sint-Juliana                                    | Verviers                  | Verviers  | Sint-Julianakerk                        |
| Onze-Lieve-Vrouw-Middelares                     | Verviers                  | Verviers  | Onze-Lieve-Vrouw-Middelareskerk         |
| Federatie Sacré-Cœur Dison-Andrimont            |                           |           |                                         |
| Sint-Laurentius                                 | Andrimont                 | Dison     | Sint-Laurentiuskerk                     |
| Sint-Rochus                                     | Andrimont-Bas (Andrimont) | Dison     | Sint-Rochuskerk                         |
| Sint-Fiacrus                                    | Dison                     | Dison     | Sint-Fiacruskerk                        |
| Sint-Jan Baptist                                | Mont (Dison)              | Dison     | Sint-Jan Baptistkerk                    |
| Heilige Theresia van het Kind Jezus             | Ottomont (Andrimont)      | Dison     | Heilige Theresia van het Kind Jezuskerk |

## Dekenaat Plateau van Herve
Het dekenaat Plateau van Herve omvat de gemeenten Aubel, Baelen, Herve, Plombières, Thimister-Clermont en Welkenraedt
| Parochie                          | Stad/dorp/wijk                         | Gemeente           | Kerk                                   |
| Federatie Aubel                   |                                        |                    |                                        |
| Sint-Hubertus                     | Aubel                                  | Aubel              | Sint-Hubertuskerk                      |
| Sint-Jacob de Meerdere            | Clermont                               | Thimister-Clermont | Sint-Jacob de Meerderekerk             |
| Sint-Rochus                       | Elsaute (Clermont)                     | Thimister-Clermont | Sint-Rochuskerk                        |
| Sint-Gillis                       | Froidthier (Clermont)                  | Thimister-Clermont | Sint-Gilliskerk                        |
| Sint-Antonius de Kluizenaar       | La Clouse (Aubel)                      | Aubel              | Sint-Antonius de Kluizenaarkerk        |
| Sint-Pieter                       | La Minerie (Thimister)                 | Thimister-Clermont | Sint-Pieterskerk                       |
| Johannes de Doper                 | Saint-Jean-Sart (Aubel)                | Aubel              | Sint-Jan Baptistkerk                   |
| Sint-Antonius de Kluizenaar       | Thimister                              | Thimister-Clermont | Sint-Antonius de Kluizenaarkerk        |
| Federatie Herve                   |                                        |                    |                                        |
| Sint-Vincentius a Paulo           | Battice                                | Herve              | Sint-Vincentius a Paulokerk            |
| Sint-Apollinaris                  | Bolland                                | Herve              | Sint-Apollinariskerk                   |
| Sint-Elisabeth                    | Bruyères (Battice)                     | Herve              | Sint-Elisabethkerk                     |
| Sint-Gillis                       | Chaineux                               | Herve              | Sint-Gilliskerk                        |
| Sint-Sebastiaan                   | Charneux                               | Herve              | Sint-Sebastiaanskerk                   |
| Sint-Petrus                       | Grand-Rechain                          | Herve              | Sint-Pieterskerk                       |
| Johannes de Doper                 | Herve                                  | Herve              | Sint-Jan Baptistkerk                   |
| Sint-Antonius de Kluizenaar       | José (Battice)                         | Herve              | Sint-Antonius de Kluizenaarkerk        |
| Maagd Maria                       | Julémont                               | Herve              | Maagd Mariakerk                        |
| Sint-Jozef                        | Manaihant (Battice/Petit-Rechain)      | Herve/Verviers     | Sint-Jozefskerk                        |
| Sint-Alexander                    | Xhendelesse                            | Herve              | Sint-Alexanderkerk                     |
| Federatie Montzen-Plombières      |                                        |                    |                                        |
| Sint-Hubertus                     | Gemmenich                              | Plombières         | Sint-Hubertuskerk                      |
| Sint-Brixius                      | Homburg                                | Plombières         | Sint-Brixiuskerk                       |
| Sint-Stefanus                     | Montzen                                | Plombières         | Sint-Stefanuskerk                      |
| Sint-Remigius                     | Moresnet                               | Plombières         | Sint-Remigiuskerk                      |
| Onze-Lieve-Vrouw Tenhemelopneming | Plombières (Gemmenich/Homburg/Montzen) | Plombières         | Onze-Lieve-Vrouw Tenhemelopnemingskerk |
| Sint-Lambertus                    | Sippenaeken                            | Plombières         | Sint-Lambertuskerk                     |
| Federatie Welkenraedt             |                                        |                    |                                        |
| Sint-Paulus                       | Baelen                                 | Baelen             | Sint-Pauluskerk                        |
| Sint-Joris                        | Hendrik-Kapelle                        | Welkenraedt        | Sint-Joriskerk                         |
| Sint-Jan Baptist                  | Membach                                | Baelen             | Sint-Jan Baptistkerk                   |
| Sint-Jan Baptist                  | Welkenraedt                            | Welkenraedt        | Sint-Jan Baptistkerk                   |

## Dekenaat Malmedy
| Parochie                                             | Stad/dorp/wijk | Gemeente | Kerk |
| Federatie Malmedy                                    |                |          |      |
| Federatie Sainte-Croix aux chemins des Fagnes-Waimes |                |          |      |

## Dekenaat Spa
| Parochie                                | Stad/dorp/wijk | Gemeente | Kerk |
| Federatie Notre-Dame des Sources de Spa |                |          |      |
| Federatie Saint-Lambert Sart-Jalhay     |                |          |      |
| Federatie Theux                         |                |          |      |

## Dekenaat Stavelot
| Parochie                       | Stad/dorp/wijk | Gemeente | Kerk |
| Federatie Lierneux             |                |          |      |
| Federatie Stoumont             |                |          |      |
| Federatie Trois-Ponts Stavelot |                |          |      |

## Dekenaat Ourthe-Amblève-Condroz
| Parochie                     | Stad/dorp/wijk  | Gemeente | Kerk |
| Federatie Aywaille-Sprimont  |                 |          |      |
| Federatie Condroz            |                 |          |      |
| Sint-Bartolomeüs             | Clavier         | Clavier  |      |
| Sint-Antonius                | Clavier-Station | Clavier  |      |
| Federatie Sainte Famille     |                 |          |      |
| Federatie Vallée de l'Ourthe |                 |          |      |

## Dekenaat Hoei
| Parochie                                                                    | Stad/dorp/wijk       | Gemeente  | Kerk                       |
| Federatie Amay                                                              |                      |           |                            |
| Federatie Burdinne-Héron                                                    |                      |           |                            |
| Sint-Martinus                                                               | Acosse               | Wasseiges | Sint-Martinuskerk          |
| Maria Geboorte                                                              | Burdinne             | Burdinne  | Maria Geboortekerk         |
| Sint-Lambertus                                                              | Hannêche             | Burdinne  | Sint-Lambertuskerk         |
| Mauritius                                                                   | Lamontzée            | Burdinne  | Sint-Mauritiuskerk         |
| Onbevlekte Ontvangenis van Maria                                            | Marneffe             | Burdinne  | Onbevlekte Ontvangeniskerk |
| Sint-Michiel                                                                | Oteppe               | Burdinne  | Sint-Michielskerk          |
| Federatie Marchin-Modave                                                    |                      |           |                            |
| Sint-Hubert (hulpkerk) (Saint-Hubert)                                       | Belle-Maison         | Marchin   |                            |
| Sint-Hubert (Eglise annexe Saint-Hubert)                                    | Belle-Maison         | Marchin   |                            |
| Hemelvaartskerk (Assomption)                                                | Les Forges (Marchin) | Marchin   |                            |
| Onze-Lieve-Vrouw (Notre Dame)                                               | Marchin              | Marchin   | Onze-Lieve-Vrouwkerk       |
| Sint-Martinus (Saint-Martin)                                                | Modave               | Modave    | Sint-Martinus              |
| Sint-Salvator (Saint-Sauveur)                                               | Rausa                | Modave    |                            |
| Sint-Niklaas (Saint-Nicolas)                                                | Strée-lez-Huy        | Modave    | Sint-Niklaas               |
| Sint-Martinus (Saint-Martin)                                                | Vierset              | Modave    | Sint-Martinus              |
| Limet (niet erkend gebedshuis) (Oratoire non reconnu Limet)                 | Vierset-Barse        | Modave    | Kapel van Limet            |
| Pont-de-Bonne (niet erkend gebedshuis) (Oratoire non reconnu Pont-de-Bonne) | Vierset-Barse        | Modave    |                            |
| Sint-Martinus (Saint-Martin)                                                | Vyle-et-Tharoul      | Marchin   |                            |
| Federatie Notre-Dame de Huy                                                 |                      |           |                            |
| Federatie Villers-le-Bouillet                                               |                      |           |                            |
| Federatie Wanze                                                             |                      |           |                            |

## Dekenaat Haspengouw
Het dekenaat Haspengouw omvat de gemeenten Braives, Hannuit, Lijsem, Donceel, Fexhe-le-Haut-Clocher, Saint-Georges-sur-Meuse, Remicourt, Verlaine, Berloz, Borgworm, Crisnée, Faimes, Geer, Oerle en Wasseiges en de deelgemeenten Bierset, Horion-Hozémont en Velroux van Grâce-Hollogne.
| Parochie                            | Stad/dorp/wijk          | Gemeente              | Kerk                                   |
| Federatie Berloz-Faimes-Geer        |                         |                       |                                        |
| Sint-Lambertus                      | Berloz                  | Berloz                | Sint-Lambertuskerk                     |
| Sint-Lambertus                      | Boëlhe                  | Geer                  | Sint-Lambertuskerk                     |
| Sint-Pieter                         | Borlez                  | Faimes                | Sint-Pieterskerk                       |
| Sint-Madelberta                     | Celles                  | Faimes                | Sint-Madelbertakerk                    |
| Sint-Victor                         | Corswarem               | Berloz                | Sint-Victorkerk                        |
| Sint-Laurentius (hulpparochie)      | Krenwik (Roost-Krenwik) | Berloz                | Sint-Laurentiuskerk                    |
| Sint-Martinus                       | Darion                  | Geer                  | Sint-Martinuskerk                      |
| Sint-Hubertus                       | Geer                    | Geer                  | Sint-Hubertuskerk                      |
| Sint-Brixius                        | Hollogne-sur-Geer       | Geer                  | Sint-Brixiuskerk                       |
| Sint-Servatius                      | Lens-Saint-Servais      | Geer                  | Sint-Servatiuskerk                     |
| Sint-Joris                          | Les Waleffes            | Faimes                | Sint-Joriskerk                         |
| Sint-Lambertus                      | Omal                    | Geer                  | Sint-Lambertuskerk                     |
| Sint-Mauritius                      | Roost (Roost-Krenwik)   | Berloz                | Sint-Mauritiuskerk                     |
| Onze-Lieve-Vrouw                    | Viemme                  | Faimes                | Onze-Lieve-Vrouwkerk                   |
| Federatie Crisnée-Oerle             |                         |                       |                                        |
| Onze-Lieve-Vrouw                    | Bergilers               | Oerle                 | Onze-Lieve-Vrouwkerk                   |
| Sint-Mauritius                      | Crisnée                 | Crisnée               | Sint-Maurituskerk                      |
| Sint-Martinus                       | Fize-le-Marsal          | Crisnée               | Sint-Martinuskerk                      |
| Sint-Servatius                      | Grandville              | Oerle                 | Sint-Servatiuskerk                     |
| Sint-Vincentius                     | Kemexhe                 | Crisnée               | Sint-Vincentiuskerk                    |
| Sint-Hubertus                       | Lens-sur-Geer           | Oerle                 | Sint-Hubertuskerk                      |
| Sint-Severinus                      | Odeur                   | Crisnée               | Sint-Severinuskerk                     |
| Sint-Clemens                        | Oerle                   | Oerle                 | Sint-Clemenskerk                       |
| Sint-Petrus                         | Thys                    | Crisnée               | Sint-Pieterskerk                       |
| Sint-Gertrudis                      | Wouteringen             | Oerle                 | Sint-Gertrudiskerk                     |
| Federatie Donceel-Remicourt         |                         |                       |                                        |
| Sint-Cyriacus en Julia              | Donceel                 | Donceel               | Sint-Cyriacus en Juliakerk             |
| Sint-Pieter                         | Haneffe                 | Donceel               | Sint-Pieterskerk                       |
| Sint-Andreas                        | Hodeige                 | Remicourt             | Sint-Andrieskerk                       |
| Maria Geboorte                      | Jeneffe                 | Donceel               | Maria Geboortekerk                     |
| Sint-Hadelinus                      | Lamine                  | Remicourt             | Sint-Hadelinuskerk                     |
| Sint-Martinus                       | Limont                  | Donceel               | Sint-Martinuskerk                      |
| Onze-Lieve-Vrouw                    | Momalle                 | Remicourt             | Onze-Lieve-Vrouwkerk                   |
| Sint-Lambertus                      | Pousset                 | Remicourt             | Sint-Lambertuskerk                     |
| Sint-Jan Baptist                    | Remicourt               | Remicourt             | Sint-Jan de Doperkerk                  |
| Federatie Jésus Bon Pasteur Waremme |                         |                       |                                        |
| Sint-Lambertus                      | Bettenhoven             | Borgworm              | Sint-Lambertuskerk                     |
| Sint-Mauritius                      | Bleret                  | Borgworm              | Sint-Mauritiuskerk                     |
| Sint-Petrus                         | Borgworm                | Borgworm              | Sint-Pieterskerk                       |
| Sint-Vincentius                     | Bovenistier             | Borgworm              | Sint-Vincentiuskerk                    |
| Sint-Dionysius                      | Grand-Axhe              | Borgworm              | Sint-Dionysiuskerk                     |
| Sint-Sebastiaan                     | Lantremange             | Borgworm              | Sint-Sebastiaanskerk                   |
| Sint-Dionysius                      | Liek                    | Borgworm              | Sint-Dionysiuskerk                     |
| Sint-Michaël                        | Longchamps (Borgworm)   | Borgworm              | Sint-Michielskerk                      |
| Onze-Lieve-Vrouw (hulpparochie)     | Tumulus (Borgworm)      | Borgworm              | Onze-Lieve-Vrouwkerk                   |
| Federatie Les Marches de Hesbaye    |                         |                       |                                        |
| Sint-Jan Baptist                    | Bierset                 | Grâce-Hollogne        | Johannes de Doperkerk                  |
| Sint-Martinus                       | Fexhe-le-Haut-Clocher   | Fexhe-le-Haut-Clocher | Sint-Martinuskerk                      |
| Sint-Salvator                       | Hozémont                | Grâce-Hollogne        | Sint-Salvatorkerk                      |
| Sint-Pieter                         | Noville                 | Fexhe-le-Haut-Clocher | Sint-Pieterskerk                       |
| Sint-Jan Baptist                    | Roloux                  | Fexhe-le-Haut-Clocher | Johannes de Doperkerk                  |
| Sint-Andreas                        | Velroux                 | Grâce-Hollogne        | Sint-Andrieskerk                       |
| Sint-Lambertus                      | Voroux-Goreux           | Fexhe-le-Haut-Clocher | Sint-Lambertuskerk                     |
| Federatie Notre-Dame des Champs     |                         |                       |                                        |
| Sint-Mauritius                      | Abolens                 | Hannuit               | Sint-Mauritiuskerk                     |
| Onze-Lieve-Vrouw Tenhemelopneming   | Avernas-le-Bauduin      | Hannuit               | Onze-Lieve-Vrouw Tenhemelopnemingskerk |
| Sint-Petrus                         | Bertrée                 | Hannuit               | Sint-Pieterskerk                       |
| Sint-Petrus en Paulus               | Blehen                  | Hannuit               | Sint-Pieter en Pauluskerk              |
| Sint-Laurentius                     | Cras-Avernas            | Hannuit               | Sint-Laurentiuskerk                    |
| Sint-Gertudis                       | Crehen                  | Hannuit               | Sint-Gertrudiskerk                     |
| Sint-Blasius                        | Grand-Hallet            | Hannuit               | Sint-Blasiuskerk                       |
| Sint-Christoffel                    | Hannuit                 | Hannuit               | Sint-Christoffelkerk                   |
| Sint-Remigius                       | Lens-Saint-Remy         | Hannuit               | Sint-Remigiuskerk                      |
| Sint-Pieter                         | Lijsem                  | Lijsem                | Sint-Pieterskerk                       |
| Sint-Bartholomeüs                   | Pellen                  | Lijsem                | Sint-Bartholomeüskerk                  |
| Sint-Lambertus                      | Petit-Hallet            | Hannuit               | Sint-Lambertuskerk                     |
| Sint-Martinus                       | Poucet                  | Hannuit               | Sint-Martinuskerk                      |
| Sint-Christoffel                    | Raatshoven              | Lijsem                | Sint-Christoffelkerk                   |
| Sint-Martinus                       | Thisnes                 | Hannuit               | Sint-Martinuskerk                      |
| Sint-Trudo                          | Truielingen             | Hannuit               | Sint-Trudokerk                         |
| Sint-Martinus                       | Villers-le-Peuplier     | Hannuit               | Sint-Martinuskerk                      |
| Sint-Apollonia                      | Wansin                  | Hannuit               | Sint-Appoloniakerk                     |
| Federatie Sainte-Marie en Mehaigne  |                         |                       |                                        |
| Sint-Martinus                       | Ambresin                | Wasseiges             | Sint-Martinuskerk                      |
| Sint-Martinus                       | Avennes                 | Braives               | Sint-Martinuskerk                      |
| Sint-Stefanus                       | Avin                    | Hannuit               | Sint-Stefanuskerk                      |
| Maria Geboorte                      | Braives                 | Braives               | Maria Geboortekerk                     |
| Sint-Mauritius                      | Ciplet                  | Braives               | Sint-Mauritiuskerk                     |
| Onze-Lieve-Vrouw Tenhemelopneming   | Fallais                 | Braives               | Onze-Lieve-Vrouw Tenhemelopnemingskerk |
| Sint-Martinus                       | Fumal                   | Braives               | Sint-Martinuskerk                      |
| Sint-Desiré                         | Latinne                 | Braives               | Sint-Desirékerk                        |
| Onze-Lieve-Vrouw Tenhemelopneming   | Meeffe                  | Wasseiges             | Onze-Lieve-Vrouw Tenhemelopnemingkerk  |
| Sint-Remigius                       | Merdorp                 | Hannuit               | Sint-Remigiuskerk                      |
| Sint-Gangulfus                      | Moxhe                   | Hannuit               | Sint-Gangulfuskerk                     |
| Sint-Pieter                         | Tourinne                | Braives               | Sint-Pieterskerk                       |
| Maria Boodschap                     | Ville-en-Hesbaye        | Braives               | Maria Boodschapkerk                    |
| Sint-Martinus                       | Wasseiges               | Wasseiges             | Sint-Martinuskerk                      |
| Federatie Saint-Georges Verlaine    |                         |                       |                                        |

## Vicariaat Oost-België

### Dekenaat Büllingen
| Parochie             | Stad/dorp/wijk | Gemeente | Kerk |
| Federatie Büllingen  |                |          |      |
| Federatie Bütgenbach |                |          |      |

### Dekenaat Eupen-Kelmis
| Parochie                      | Stad/dorp/wijk           | Gemeente | Kerk                        |
| Federatie Eupen               |                          |          |                             |
| Sint-Jozef                    | Eupen                    | Eupen    | Sint-Jozefskerk             |
| Sint-Niklaas                  | Eupen                    | Eupen    | Sint-Niklaaskerk            |
| Sint-Lambertus (hulpparochie) | Eupen                    | Eupen    | Sint-Lambertuskapel         |
| Sint-Catharina                | Kettenis                 | Eupen    | Sint-Catharinakerk          |
| Sint-Catharina (hulpparochie) | Oberste Heide (Kettenis) | Eupen    | Sint-Catharinakapel         |
| Federatie Kelmis              |                          |          |                             |
| Sint-Martinus                 | Hergenrath               | Kelmis   | Sint-Martinuskerk           |
| Maria-Tenhemelopneming        | Kelmis                   | Kelmis   | Maria-Tenhemelopnemingskerk |
| Federatie Lontzen             |                          |          |                             |
| Maria-Visitatie               | Herbesthal (Lontzen)     | Lontzen  | Maria-Visitatiekerk         |
| Sint-Hubertus                 | Lontzen                  | Lontzen  | Sint-Hubertuskerk           |
| Sint-Stefanus                 | Walhorn                  | Lontzen  | Sint-Stefanuskerk           |
| Federatie Raeren              |                          |          |                             |
| Johannes de Doper             | Eynatten                 | Raeren   | Johannes de Doperkerk       |
| Sint-Rochus                   | Hauset                   | Raeren   | Sint-Rochuskerk             |
| Sint-Niklaas                  | Raeren                   | Raeren   | Sint-Niklaaskerk            |
| Sint-Anna (hulpparochie)      | Raeren-Berg (Raeren)     | Raeren   | Sint-Annakapel              |
| Sint-Rochus (hulpparochie)    | Schallenberg (Hauset)    | Raeren   | Sint-Rochuskapel            |

### Dekenaat Sankt Vith
| Parochie               | Stad/dorp/wijk | Gemeente | Kerk |
| Federatie Amel         |                |          |      |
| Federatie Burg-Reuland |                |          |      |
| Federatie Sankt Vith   |                |          |      |